# Rāst Kordān
Rāst Kordān (persiska: راستگُردان, راست كردان, Rāstgordān) är en ort i Iran.   Den ligger i provinsen Markazi, i den nordvästra delen av landet, 220 km sydväst om huvudstaden Teheran. Rāst Kordān ligger 1 919 meter över havet och antalet invånare är 116.
Terrängen runt Rāst Kordān är platt söderut, men norrut är den kuperad.Runt Rāst Kordān är det ganska tätbefolkat, med 116 invånare per kvadratkilometer. Närmaste större samhälle är Mīlājerd, 19,6 km väster om Rāst Kordān. Trakten runt Rāst Kordān består i huvudsak av gräsmarker.